# Placodoma oasella
Placodoma oasella is een vlinder uit de familie zakjesdragers (Psychidae). De wetenschappelijke naam van deze soort is voor het eerst geldig gepubliceerd in 1915 door Chretien.
De soort komt voor in Europa.